# 淵野辺城
淵野辺城（ふちのべじょう）は、神奈川県相模原市中央区にあった日本の城。南北朝時代に淵野辺村の地頭だった淵辺義博の館である。

## 歴史・沿革
淵辺義博は足利尊氏の弟である足利直義配下の武将であった。1335年に北条時行による中先代の乱が起こると戦況が悪いと見た足利直義は義博に後醍醐天皇の皇子護良親王を殺害するように命令する。義博は護良親王を殺害するとその首を藪のなかに捨てたと太平記には書かれている。その後義博は直義に従って駿河国で北条氏と戦うがそこで戦死してしまう。
だが、一方で護良親王暗殺については、義博が親王を匿ったために生存していたという伝承もある、鎌倉から奥州石巻港に落ち延びたとか、
洞穴の中にかくまって奥州に落ち延びさせたといろいろある。ただし生き延びていたのであれば、北畠顕家と合流して北朝に対抗するのが自然なため、この説は定説ではない。
また義博には境川にいた大蛇を退治して村の人々を救ったという伝説も残っており竜像寺には今も蛇の体の一部と退治した時の鏃が残っているという。
現在の淵野辺城は石碑が建っているのみである。